# Xã Lakota, Quận Nelson, Bắc Dakota
Xã Lakota (tiếng Anh: Lakota Township) là một xã thuộc quận Nelson, tiểu bang Bắc Dakota, Hoa Kỳ. Năm 2010, dân số của xã này là 50 người.